# Mouriri ficoides
Mouriri ficoides är en tvåhjärtbladig växtart som beskrevs av Thomas Morley. Mouriri ficoides ingår i släktet Mouriri och familjen Melastomataceae. Inga underarter finns listade i Catalogue of Life.